# تپه لاگرفته
تپه لاگرفته مربوط به دوران پیش از تاریخ ایران باستان تا دوران‌های تاریخی پس از اسلام است و در شهرستان اراک، روستای مصلح آباد واقع شده و این اثر در تاریخ ۱۱ دی ۱۳۸۰ با شمارهٔ ثبت ۴۶۲۷ به‌عنوان یکی از آثار ملی ایران به ثبت رسیده است.